# Eoophyla nigripilosa
Eoophyla nigripilosa là một loài bướm đêm trong họ Crambidae.